# Zala 421-20
Zala 421-20 – rosyjski dron opracowany przez firmę Zala Aero Group.

## Historia
Prace konstrukcyjne zostały wdrożone w 2008 r. Dron jest ulepszeniem wcześniejszej konstrukcji – Zala 421-09. W nowej maszynie konstruktorzy zadbali o znaczne zwiększenie jej możliwości.
Dron został opracowany do długotrwałego monitoringu obiektów znajdujących się w trudno dostępnych miejscach, ochrony granic i instalacji naftowych, tj. rurociągów naftowych i gazowych, oraz do monitoringu miejsc objętych klęskami żywiołowymi, np. pożarami i powodziami. Dodatkowo może służyć do transportu towarów w trudno dostępne miejsca. Jako wyposażenie może przenosić sprzęt wideo działający w zakresie pasma widzialnego i podczerwieni. W trakcie lotu dron korzysta z nawigacji GPS/GLONASS. Dron może zostać wykorzystany do laserowego wskazywania celów samolotom szturmowym oraz zbierania danych z pola walki w czasie rzeczywistym i przesyłania ich do naziemnych punktów kontrolnych w celu dalszej interpretacji.
Ma możliwość przenoszenia 50 kg ładunku użytecznego, z czego 30 kg może być przenoszone w dwóch kontenerach zdolnych do lotu szybowcowego. Po zrzucie z 3000 m kontenery są zdolne do wykonania lotu na odległość 25 km. Oblot konstrukcji został zaplanowany na 2011 r. Testy fabryczne trwały jeszcze w 2012 r. Oblot drona nastąpił prawdopodobnie w 2015 r. Dron był prezentowany publicznie w 2019 r. podczas Międzynarodowego Salonu Lotniczo-Kosmicznego w Żukowskim. Zala 421-20 jest w pełni kompatybilny z innymi konstrukcjami Zala, co jest możliwe dzięki stworzeniu przez producenta własnego systemu o nazwie ZANET.

## Konstrukcja
Zala 421-20 jest zbudowany w układzie górnopłata. Gondola kadłubowa w przedniej części mieści komory na ładunek użyteczny, zakończona jest silnikiem napędzającym pchające śmigło. Jest połączona z płatem o obrysie prostokątnym, które zawiera zbiorniki paliwa. Z płatem połączone są belki ogonowe zakończone statecznikami pionowymi. Statecznik poziomy jest jednoczęściowy, łączy stateczniki pionowe. Podwozie stałe, trójpunktowe z kółkiem przednim.